# Monte Cook (Monti Sant'Elia)
Il monte Cook (o Boundary Peak 182) è vetta della catena dei Monti Sant'Elia, posta al confine tra lo Stato americano dell'Alaska e il territorio canadese dello Yukon. 
Si trova a circa 24 km a sud-ovest del monte Vancouver e a 56 km a est-sud-est del monte Saint Elias. Ha un'altezza di 4.196 metri sul livello del mare. Il monte Cook è stato scalato per la prima volta nel 1953 da T. Kelley, R. McGowan, T. Miller e F. Mohling.